# Eric Hobsbawm
Eric John Ernest Hobsbawm, [ˈhɒbz.bɔːm] (Alexandria, 1917. június 9. – London, 2012. október 1.) brit marxista történész, szakterülete a felemelkedő kapitalizmus, szocializmus és nacionalizmus volt. Legismertebb munkái a „hosszú” 19. századot felölelő trilógia: A forradalmak kora. 1789–1848. (The Age of Revolution: Europe 1789–1848); A tőke kora. 1848–1875. (The Age of Capital: 1848–1875); A birodalmak kora. 1875–1914. (The Age of Empire: 1875–1914) és folytatásuk A szélsőségek kora. A rövid 20. század története. 1914–1991., (The Age of Extremes).

## Élete és munkássága
Hobsbawm lengyel és osztrák eredetű, londoni, kereskedelemmel foglalkozó, zsidó családban született Egyiptomban. Az anyanyelve angol volt, de megtanult németül, franciául, spanyolul és olaszul is. Két évvel később a szülei Bécsbe, majd Berlinbe költöztek. 1929-ben, mindössze 12 évesen elvesztette apját, s gyermekfelügyeletet és angol tanítást kellett vállalnia, hogy családját támogassa. 1931-ben anyja is meghalt, ezt követően rokonai fogadták örökbe. Hitler hatalomra kerülése után nevelőszüleivel Londonba emigrált. 1936-ban felvették a cambridge-i King’s College-be. Történelem szakos doktori dolgozatának témája a Fabiánus Társaság volt.
A második világháborúban mérnöki és oktatási katonai egységnél teljesített szolgálatot. 1947-től adott elő a londoni Birkbeck Egyetemen, 1959-től docens, 1970-től professzor 1982-ig, ezután a történelem nyugalmazott professzora. 1949–55 között a cambridge-i King’s College tagja. Az ötvenes évek brit puha mccarthyzmusa idején megtarthatta állását, de nem adhatott elő és nem kaphatott professzori státuszt. 1952-ben a Past & Present című akadémiai újság alapításában segédkezett. 1960-ban vendégprofesszor volt a kaliforniai Stanford Egyetemen. 1970-ben kapott professzori kinevezést, 1978-tól a British Academy tagja. 1971-ben külföldi tiszteletbeli tagként beválasztották a nagy múltú amerikai tudományos társaság, az American Academy of Arts and Sciences tagjainak sorába, 2006-tól a brit Királyi Irodalmi Társaság (Royal Society of Literature) tagja. 1982-től nyugdíjas, de megtartotta vendég-professzorátusát a manhattani New School for Social Research-ön (1984–97), illetve 2002-től mintegy tíz éven át betöltötte a londoni Birkbeck Egyetem elnöki tisztét. Munkásságának elismeréseként számos magas kitüntetésben részesült, többek között 2003-ban megkapta a Balzan Díjat Európa 20. századi történetét feldolgozó munkáiért.
Muriel Seamannel 1943-ban kötött első házassága 1951-ben válással végződött. Második házasságában – felesége Marlene Schwarz – két gyermeke született: Julia Hobsbawm és Andy Hobsbawm.

## Művei

### Magyarul
- A forradalmak kora. 1789–1848; ford. Litván György, névmutató H. Haraszti Éva; Kossuth, Bp., 1964
- Primitív lázadók. Vázlatok a társadalmi mozgalmak archaikus formáiról a XIX. és a XX. században. Kossuth Könyvkiadó, Budapest, 1974. 278 old. [ford. Tandori Dezső]
- A tőke kora. 1848–1875. Kossuth Könyvkiadó, Budapest, 1978. 286 old. [ford. Zinner Judit] ISBN 9630912023
- A forradalmak kora. 1789–1848. Kossuth Könyvkiadó, Budapest, 1988. 372 old. [2. kiad.] [ford. Litván György] ISBN 9630932407
- A nacionalizmus kétszáz éve. Előadások; ford. Baráth Katalin; Maecenas, Bp., 1997 (Maecenas kiskönyvtár)
- A szélsőségek kora. A rövid 20. század története. 1914–1991. Pannonica Könyvkiadó, Budapest, 1998. 573 old. [ford. Baráth Katalin] ISBN 9638469773
- A birodalmak kora. 1875–1914. Pannonica Könyvkiadó, Budapest, 2004. 382 old. [ford. Baráth Katalin] ISBN 9639252921
- A történelemről, a történetírásról. Napvilág Könyvkiadó, Budapest, 2006. 315 old. [ford. Göbölyös Magdolna és Pálvölgyi Lídia] ISBN 9639350486
- Mozgalmas évek : egy huszadik századi életút. L’Harmattan – Eszmélet Alapítvány, Budapest, 2008. 397 old. [ford. Baráth Katalin] ISBN 9789632360997
- Hétköznapi hősök: ellenállók, lázadók és a dzsessz. L’Harmattan – Eszmélet Alapítvány, Budapest, 2009. 432 old. [ford. Baráth Katalin] ISBN 9789632362182

## Fordítás
- Ez a szócikk részben vagy egészben a Eric Hobsbawm című angol Wikipédia-szócikk ezen változatának fordításán alapul.  Az eredeti cikk szerkesztőit annak laptörténete sorolja fel. Ez a jelzés csupán a megfogalmazás eredetét és a szerzői jogokat jelzi, nem szolgál a cikkben szereplő információk forrásmegjelöléseként.